# Lisa-Marie Utland
Lisa-Marie Karlseng Utland (Mo i Rana, 19 september 1992) is een Noors voetbalspeelster. Ze speelt in de Zweedse Damallsvenskan-competitie voor FC Rosengård. In 2015 maakte Utland haar debuut voor het Noors vrouwenvoetbalelftal.

## Clubcarrière
Utland maakte in 2009 haar debuut op het hoogste niveau bij IF Fløya in de Noorse Toppserien. Met haar ploeg degradeerde Utland op het eind van 2010 naar de Noorse tweede klasse. Op het eind van het seizoen 2011 maakte Utland de overstap naar Amazon Grimstad. Na 1 seizoen vertrok Utland naar SK Trondheims-Ørn waarvoor ze 4 seizoenen zou spelen. In 95 wedstrijden kwam ze hier 54 keer tot scoren. Nadien kwam ze nog 1 seizoen uit voor Røa ILom vanaf 2018 te spelen voor het Zweedse Rosengård in de Damallsvenskan.

## Clubstatistieken
| Club            | Seizoen         | Competitie      | Competitie | Competitie | Beker | Beker | Europees | Europees | Totaal | Totaal |
| Club            | Seizoen         | Competitie      | Wed.       | Goals      | Wed.  | Goals | Wed.     | Goals    | Wed    | Goals  |
| --------------- | --------------- | --------------- | ---------- | ---------- | ----- | ----- | -------- | -------- | ------ | ------ |
| Fløya           | 2009            | Toppserien      | 2          | 1          | 0     | 0     | -        | -        | 2      | 1      |
| Fløya           | 2010            | Toppserien      | 22         | 5          | 0     | 0     | -        | -        | 22     | 5      |
| Fløya           | 2011            | 1. divisjon     | 5          | 2          | 0     | 0     | -        | -        | 5      | 2      |
| Fløya           | Totaal          | Totaal          | 29         | 8          | 0     | 0     | -        | -        | 29     | 8      |
| Amazon Grimstad | 2012            | Toppserien      | 22         | 7          | 3     | 0     | -        | -        | 25     | 7      |
| Amazon Grimstad | Totaal          | Totaal          | 22         | 7          | 3     | 0     | -        | -        | 25     | 7      |
| Trondheims-Ørn  | 2013            | Toppserien      | 20         | 7          | 2     | 2     | -        | -        | 22     | 9      |
| Trondheims-Ørn  | 2014            | Toppserien      | 21         | 6          | 4     | 6     | -        | -        | 25     | 12     |
| Trondheims-Ørn  | 2015            | Toppserien      | 20         | 10         | 3     | 7     | -        | -        | 23     | 17     |
| Trondheims-Ørn  | 2016            | Toppserien      | 21         | 7          | 4     | 9     | -        | -        | 25     | 16     |
| Trondheims-Ørn  | Totaal          | Totaal          | 82         | 30         | 13    | 24    | -        | -        | 95     | 54     |
| Røa             | 2017            | Toppserien      | 20         | 17         | 1     | 0     | -        | -        | 21     | 17     |
| Røa             | Totaal          | Totaal          | 20         | 17         | 1     | 0     | -        | -        | 21     | 17     |
| Rosengård       | 2018            | Damallsvenskan  | 20         | 6          | 4     | 0     | -        | -        | 24     | 6      |
| Rosengård       | 2019            | Damallsvenskan  | 7          | 6          | 4     | 3     | 4        | 1        | 15     | 10     |
| Rosengård       | Totaal          | Totaal          | 27         | 12         | 8     | 3     | 4        | 1        | 39     | 16     |
| Carrière totaal | Carrière totaal | Carrière totaal | 180        | 74         | 25    | 27    | 4        | 1        | 209    | 102    |

Laatste update: 23 juni 2019

## Interlandcarrière
In september 2008 speelde ze voor het eerst in het Noors jeugdelftal onder 16, op een kwalificatietoernooi voor het EK in Estland. Ze doorliep het hele nationale juniorenprogramma, tot ze in 2015 voor het eerst voor het Noors vrouwenelftal uitkwam. Utland behoorde tot de nationale selectie voor het wereldkampioenschap voetbal in Canada. Ze was de enige debutant die tot de selectie behoorde. Op het wereldkampioenschap speelde Utland mee in de groepswedstrijd tegen Ivoorkust (3–1) en de achtste finale tegen Engeland (1–2). Op het WK in 2019 scoorde Utland in de openingswedstrijd van Noorwegen tegen Nigeria het tweede Noorse doelpunt.

## Interlandstatistieken
| Jaar   | Caps | Doelpunten |
| ------ | ---- | ---------- |
| 2015   | 5    | 0          |
| 2016   | 7    | 1          |
| 2017   | 14   | 3          |
| 2018   | 9    | 6          |
| 2019   | 11   | 5          |
| Totaal | 46   | 15         |

Laatste update: 23 juni 2019